# BA-20
El BA-20 (en ruso: Бронеавтомобиль 20, lit. automóvil blindado 20) era un automóvil blindado soviético desarrollado en 1934. Fue ideado para reemplazar al FAI y completó sus pruebas de campo en 1935. El BA-20 fue empleado en las primeras etapas de la Segunda Guerra Mundial. 

## Historia
El diseño del BA-20 comenzó en 1934 para ser empleado por oficiales del Cuartel General, así como unidades de reconocimiento y comunicaciones. Era un derivado del automóvil civil GAZ-AA y empleaba su chasis, que a su vez era una versión modificada de un diseño de la Ford, producido por la GAZ en su fábrica de Nizni Nóvgorod (renombrada Gorki en 1932). Los primeros prototipos se fabricaron en enero de 1936, en febrero de 1936, se fabricó una versión estandarizada del BA-20. La producción en serie del BA-20 empezó en julio de 1936. El chasis era fabricado en Nizni Nóvgorod; la carrocería era fabricada en Vyksinskiy, donde tenía lugar el ensamblado final del BA-20.

## Diseño y producción
En julio de 1936, se inició su producción en serie. La producción de neumáticos resistentes a las balas Gusmatic GK de tamaño 7.00-16 rellenos de caucho esponjoso para vehículos blindados BA-20 se transfirió a la fábrica "Triángulo Rojo" de Leningrado. En total, desde julio hasta finales de diciembre de 1936, la fábrica produjo 35 vehículos blindados.
En marzo-abril de 1937, los ingenieros de la fábrica DRO (en Viksa): Mironin y Sukhov diseñaron una nueva torreta cónica de mayor resistencia a las balas para el BA-20, pero sin embargo, los primeros 150 de los 253 BA-20 producidos en 1937 todavía tenían la torreta cilíndrica del modelo anterior. En el tercer trimestre de 1937, la fábrica de caucho y amianto de Yaroslavl inició la producción de neumáticos antibalas para el BA-20. El 20 de noviembre de 1937, la fábrica recibió una orden del Comisariado Popular de Ingeniería Pesada de la URSS para continuar la producción de automóviles blindados BA-20 solo en la versión con una nueva torreta cónica, eje delantero reforzado y ruedas reforzadas.
Para la producción de algunos de los BA-20 aprovecharon partes de los cascos blindados previamente producidos por la planta para los automóviles blindados FAI-M.
En el otoño de 1938, se realizaron algunos cambios en el diseño básico de los automóviles blindados: se reforzaron las suspensiones, el eje trasero y el espesor de la placa frontal y el blindaje de la torreta se aumentó a 9 mm. La versión modificada pasó a llamarse BA-20M. En total, en 1938 se produjeron 330 BA-20M (de los cuales treinta fueron para Mongolia) y treinta y cinco en la versión ferroviaria.
A finales de la década de 1930, basándose en la experiencia en la producción y en el uso de vehículos blindados ligeros, se decidió crear un nuevo automóvil blindado para reemplazar al FAI y al BA-20. Como resultado, se desarrolló y construyó un vehículo blindado BA-21 experimental (en un chasis de un camión GAZ-21 de tres ejes), un automóvil blindado LB-23 experimental (en un chasis GAZ-22 de tres ejes) y un automóvil blindado LB-NATI, que no fueron producidos en masa. Más tarde, antes del comienzo de la Segunda Guerra Mundial, se decidió crear un nuevo automóvil blindado ligero para reemplazar el BA-20 usando un chasis de dos ejes con tracción en las cuatro ruedas
El 9 de febrero de 1942, el Comité de Defensa del Estado de la URSS decidió terminar la producción del BA-20, que se envió a la fábrica. La producción del BA-20 se canceló en julio de 1942. En total, desde principios de enero de 1942 hasta el cese de la producción en julio de 1942, se produjeron alrededor de 137 automóviles blindados.

## Producción
|                | 1936 | 1937 | 1938 | 1939 | 1940 | 1941 | 1942 | Total |
| -------------- | ---- | ---- | ---- | ---- | ---- | ---- | ---- | ----- |
| BA-10          | 33   | 32   |      |      |      |      |      | 65    |
| BA-10 (radio)  | 2    | 221  | 329  | 132  |      |      |      | 684   |
| BA-20M         |      |      |      | 30   |      | 241  | 105  | 376   |
| BA-20M (radio) |      |      | 1    | 161  | 352  | 336  | 32   | 882   |
| BA-20Zhd       |      |      | 36   | 26   |      |      |      | 62    |
| BA-20Mzhd      |      |      |      | 18   | 25   | 35   |      | 78    |
| Total          | 35   | 253  | 365  | 365  | 377  | 612  | 137  | 2144  |

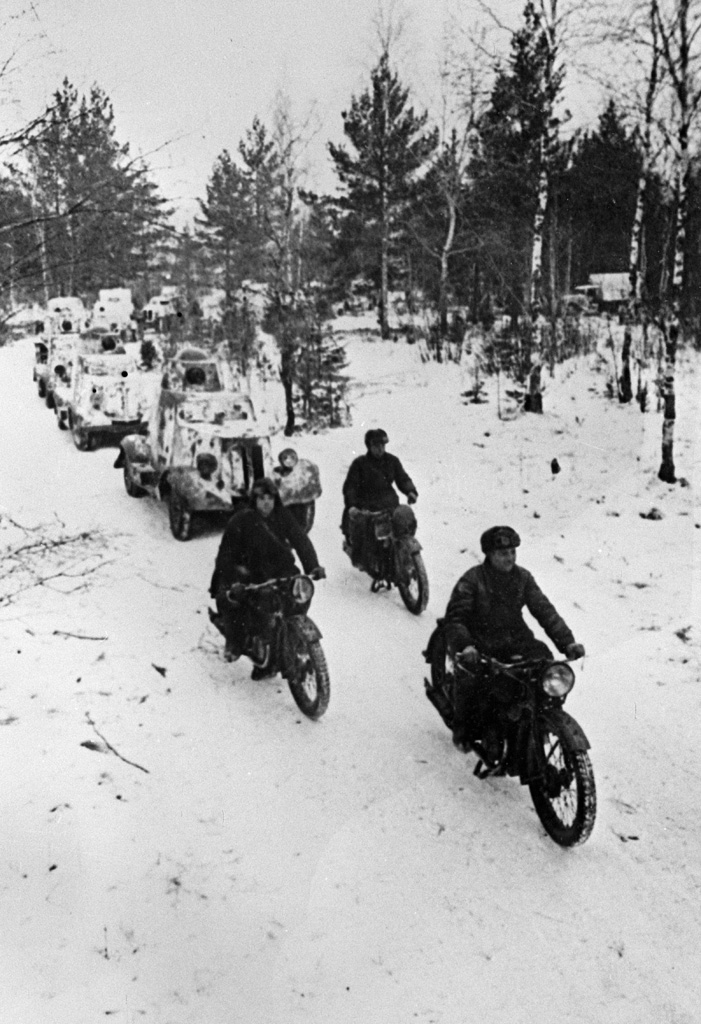
Una unidad de reconocimiento soviética equipada con BA-20.

Se calcula que en el momento de la invasión de la Unión Soviética había operativos en el Ejército Rojo, en el Comisariado del Pueblo de la Marina (NKVMF) y en la NKVD, un número aproximado de 1550 BA-20 de todos los modelos. Aproximadamente treinta vehículos más estaban en camino a las tropas o en la fábrica esperando ser enviados.

## Historial de combate
El principal uso del BA-20 fue como vehículo de exploración. Sus neumáticos fueron diseñados para resistir los impactos de balas y esquirlas por el sencillo método de llenarlos con caucho poroso. La variante BA-20ZhD podía transitar sobre vías de tren al reemplazar sus ruedas estándar por ruedas ferroviarias de acero con resalte.
Su bautismo de fuego se produjo a mediados de 1939, en la batalla de Jaljin Gol, en Mongolia. El 57.º Cuerpo Especial, con 173 FAI y BA-20, estaba destinado a proteger la frontera con Manchuria, en el 7.º, 8.º y 9.º BIRF. Estos fueron ampliamente utilizados para reconocimiento, reabastecimiento y comunicación de corto alcance. Las pérdidas entre mayo y septiembre de 1939 ascendieron a 17 automóviles blindados y otros 27 resultaron dañados.  Los BA-20 resultaron ser débiles como vehículos de combate (su blindaje resistía los impactos con balas convencionales y balas antiblindaje de fusiles y ametralladoras de calibre estándar, pero las balas antiblindaje de las ametralladoras Tipo 93 de 13,2 mm del Ejército Imperial Japonés lo perforaron; además, los automóviles blindados se incendiaron cuando los atacaron con botellas con una mezcla combustible).

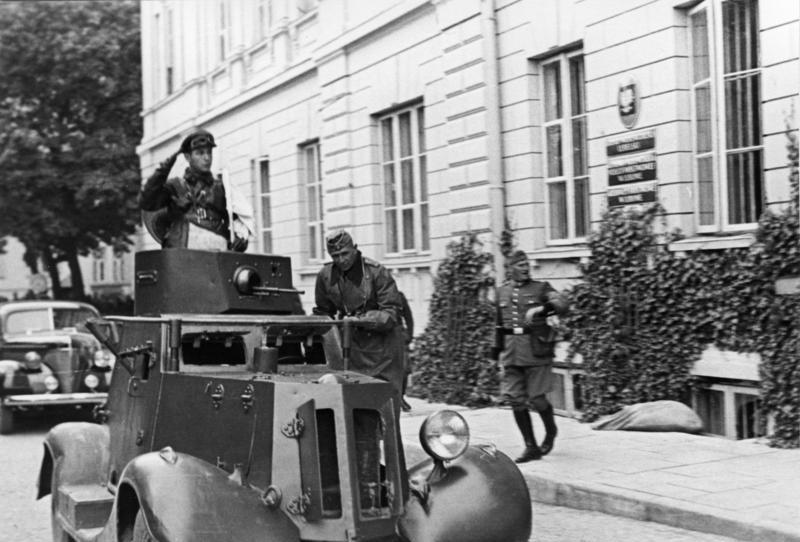
Un BA-20 durante la invasión soviética de Polonia de 1939.

El BA-20 fue empleado por el Ejército Rojo en la invasión soviética de Polonia de 1939 y en la Guerra de Invierno contra Finlandia entre 1939-1940, donde los finlandeses capturaron al menos, 18 automóviles blindados y los designaron como PA-6, así como en las primeras etapas de la Operación Barbarroja en 1941. Su producción cesó a mediados de 1942, habiéndose fabricaron unos 4.800 BA-20. Algunos iban armados con lanzallamas en lugar de la Ametralladora ligera Degtiariov DP-27 de 7,62 mm.
Al igual que la mayoría de automóviles blindados derivados de automóviles civiles, el BA-20 solamente podía transitar por carretera. La falta de tracción a las cuatro ruedas, su alta presión sobre el terreno y baja potencia evitaban que fuese a campo través, excepto sobre terreno muy firme. Su blindaje era demasiado delgado, solamente pudiendo detener disparos de armas ligeras y esquirlas, mientras que su ametralladora de 7,62 mm no era adecuada para enfrentarse a otros automóviles blindados. El Ejército Rojo empleó muy pocos vehículos de combate de infantería sobre ruedas en la Segunda Guerra Mundial, pero reemplazó al BA-20 con el BA-64B.

## Identificación errónea
El BA-20 es frecuentemente confundido con el muy parecido automóvil blindado FAI. La principal diferencia es el techo plano del BA-20; el FAI tiene escotillas en forma de domo sobre los puestos del conductor y el asistente. Los primeros BA-20 tenían la misma torreta con lados verticales del FAI. Los modelos posteriores tenían una torreta cónica. Algunos iban armados con lanzallamas en lugar de la ametralladora.

## Variantes

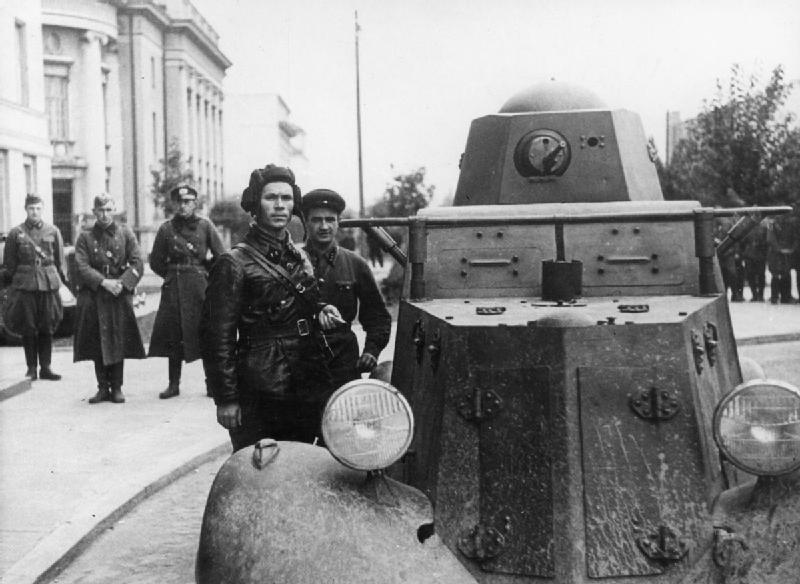
Un BA-20 en la ciudad de Brest-Litovsk, durante la invasión soviética de Polonia (1939).

- BA-20 el modelo básico con una autonomía de 350 km, se produjo de 1936 a 1938 en dos versiones: estándar y equipado con radio (en el último caso, el vehículo estaba equipada con un transceptor de radio 71-TK-1 con una antena de pasamanos en soportes alrededor de la torreta, y la tripulación se incrementó a tres personas a expensas del operador de radio). El casco soldado con láminas de acero laminado se desarrolló sobre la base del diseño del automóvil blindado FAI, los primeros automóviles blindados tenían la torreta de un automóvil blindado FAI, el siguiente, una torreta cónica de nuevo modelo. Se produjeron un total de 749 unidades.
- BA-20Zhd es una versión ferroviaria del BA-20 con la posibilidad de reequipamiento en neumáticos blindados ligeros. Equipado con un juego de cuatro ruedas de ferrocarril de acero extraíbles con bridas para movimiento sobre rieles, un gato hidráulico para cambiar las ruedas en el campo por parte de la tripulación y un desmultiplicador de marcha atrás. La masa del vehículo blindado aumentó a 2.780 kg, la velocidad máxima en carretera disminuyó a 50 km/h. Se produjeron un total de 61 unidades entre 1938 y 1939.
- BA-20M es una versión modificada, el primer prototipo se construyó en 1938, la producción en serie comenzó en enero de 1939 y duró hasta junio de 1942. El automóvil blindado estaba construido sobre un chasis modificado del camión GAZ-MS, que tenía un eje delantero reforzado, resortes reforzados y un tanque de combustible adicional con un volumen de 30 litros. El peso de combate del BA-20M aumentó a 2,62 toneladas: se reforzó el blindaje, se instaló una nueva torre cónica resistente a las balas y la estación de radio recibió una antena de látigo en lugar de la antena de pasamanos. Desde 1940, en lugar de la estación de radio 71-TK-1, el BA-20M comenzó a instalar una radio dúplex 71-TK-3 mejorada. La autonomía se incrementó a 450 km en carretera. Se produjeron un total de 1230 unidades.[1]
- BA-20Mzhd una versión ferroviaria del BA-20M con la posibilidad de conversión por parte de la tripulación en neumáticos blindados ligeros. La velocidad en las vías del tren era de 80 km/h y la autonomía era de 430-540 km. Entre 1939 y 1941, se construyeron 74.[4]

## Usuarios
- Unión Soviéticaː 749 BA-20 básicos, 61 BA-20Zhd, 1.230 BA-20M y 74 BA-20Mzhd.
- Alemania nazi: vehículos capturados que se utilizaron en unidades de seguridad y policía de la Wehrmacht con la designación Panzerspärwagen BA 202 (r).
- Finlandia: capturó 18 vehículos BA-20 y FAI-M, el último BA-20 en las filas del ejército finlandés fue dado de baja en 1955.[2]
- RP de Mongolia: en 1938 recibió 30 BA-20 los cuales, junto con 11 unidades de BA-10, equiparon el regimiento blindado de la 6.ª División de Caballería del MNRA.
- RP de Tannú Tuváː el 14 de marzo de 1941 recibió un único BA-20
- Rumania: vehículos capturados

## Galería de fotos

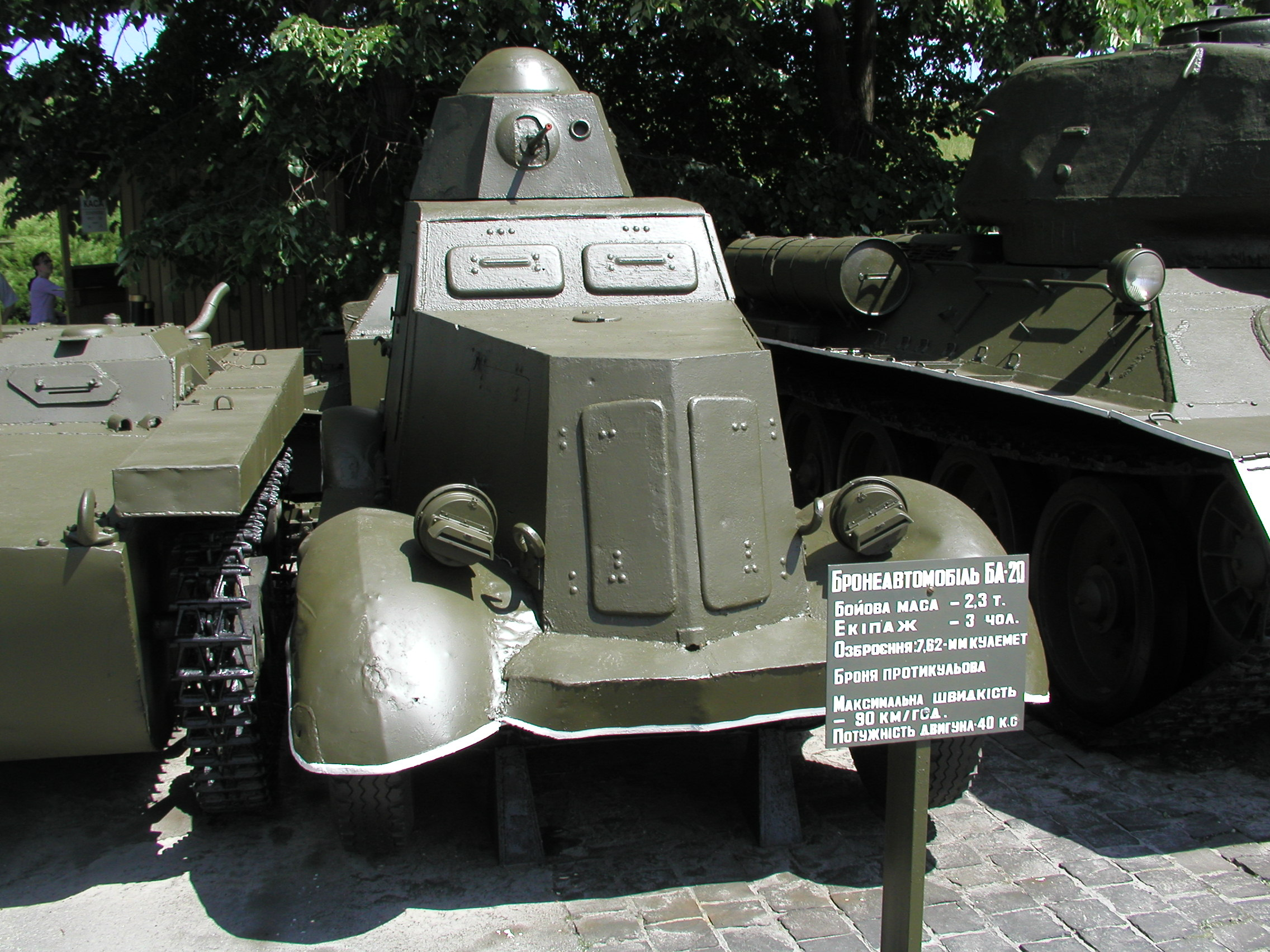
Un BA-20 en el Museo de la Gran Guerra Patriótica, Kiev en 2002
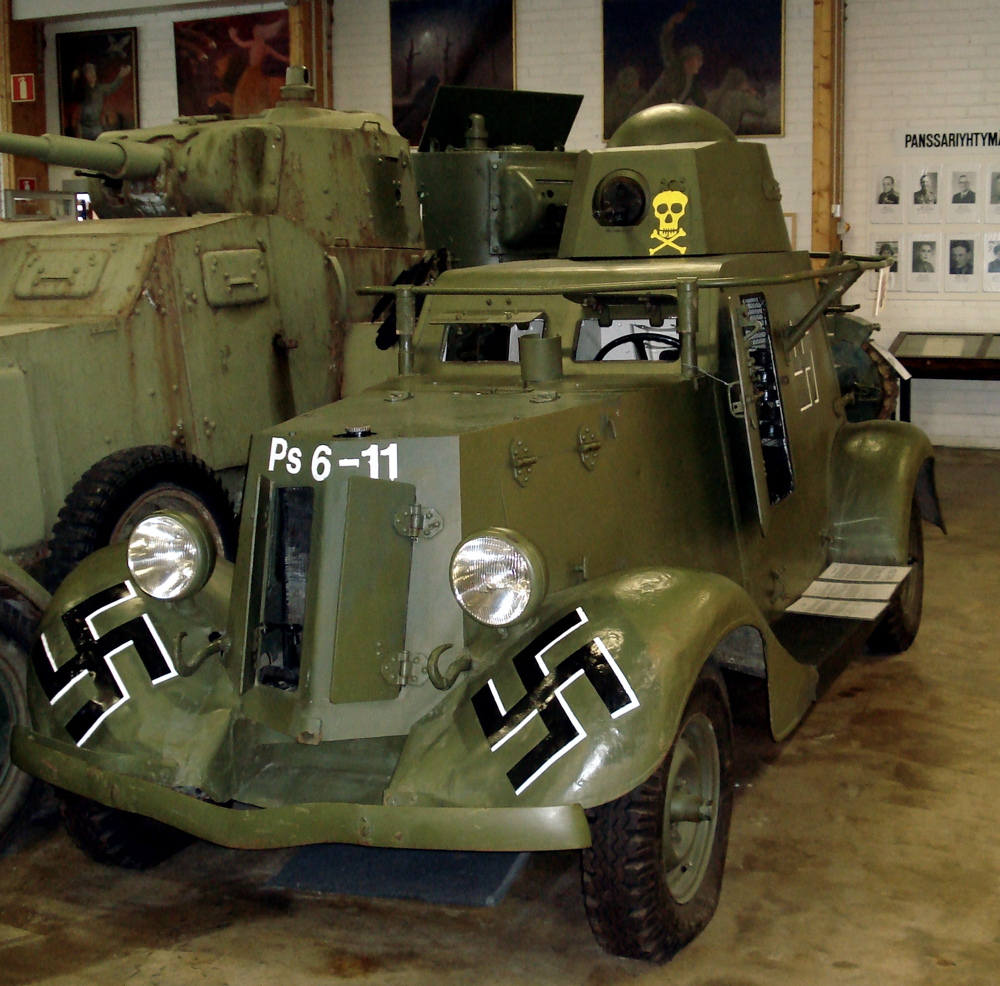
Un BA-20 con marcas finlandesas del Museo de Blindados de Parola
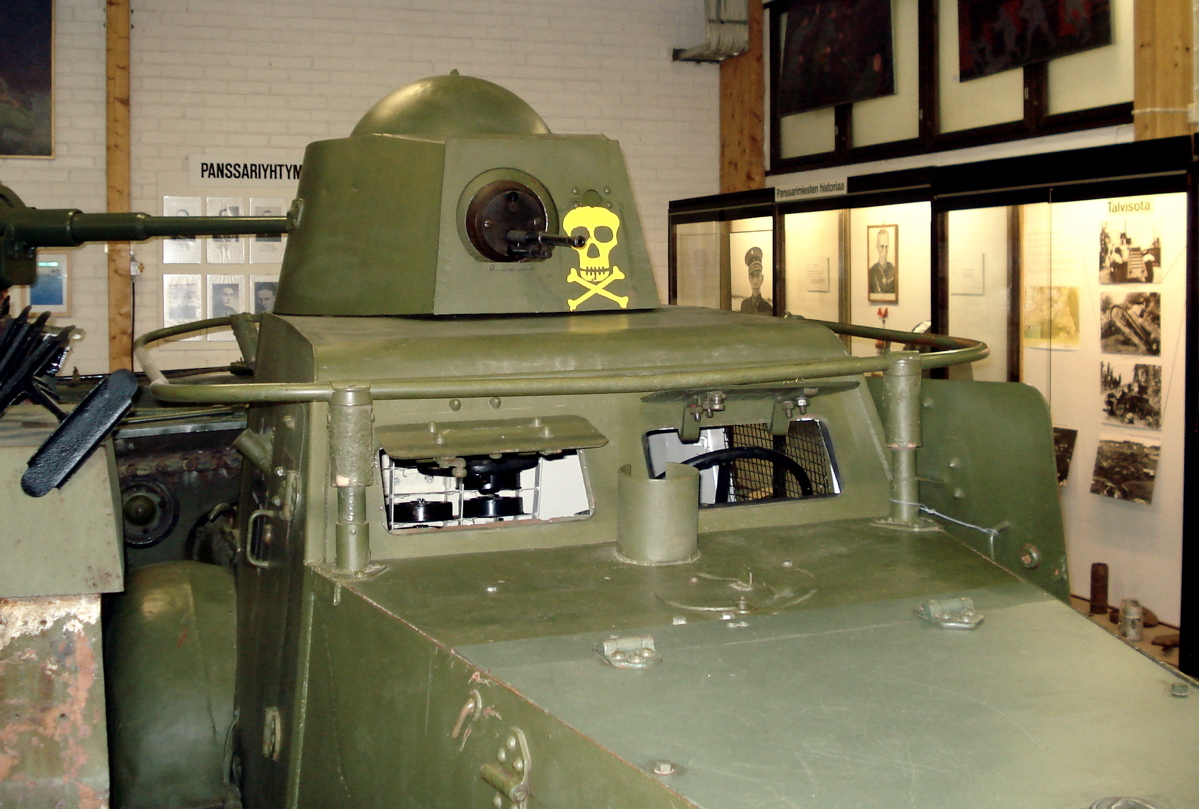
Vista de los visores abiertos
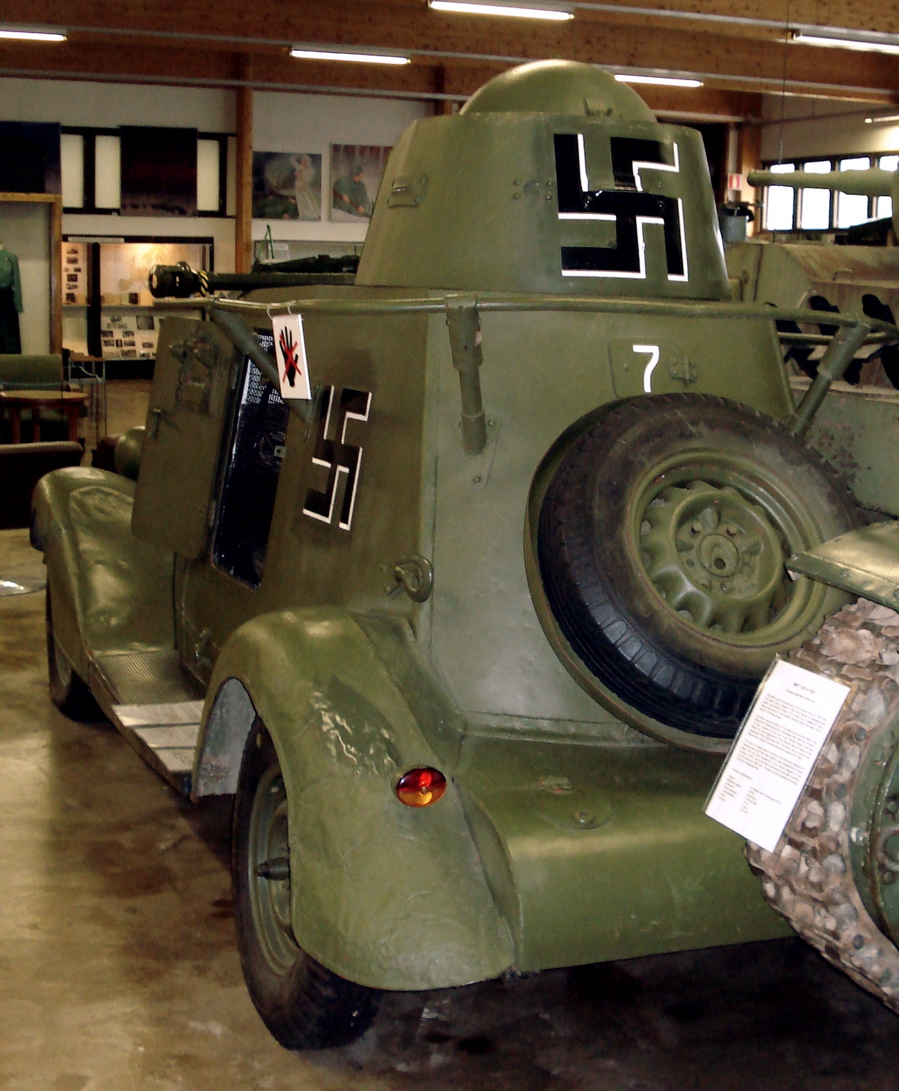
Visto desde atrás
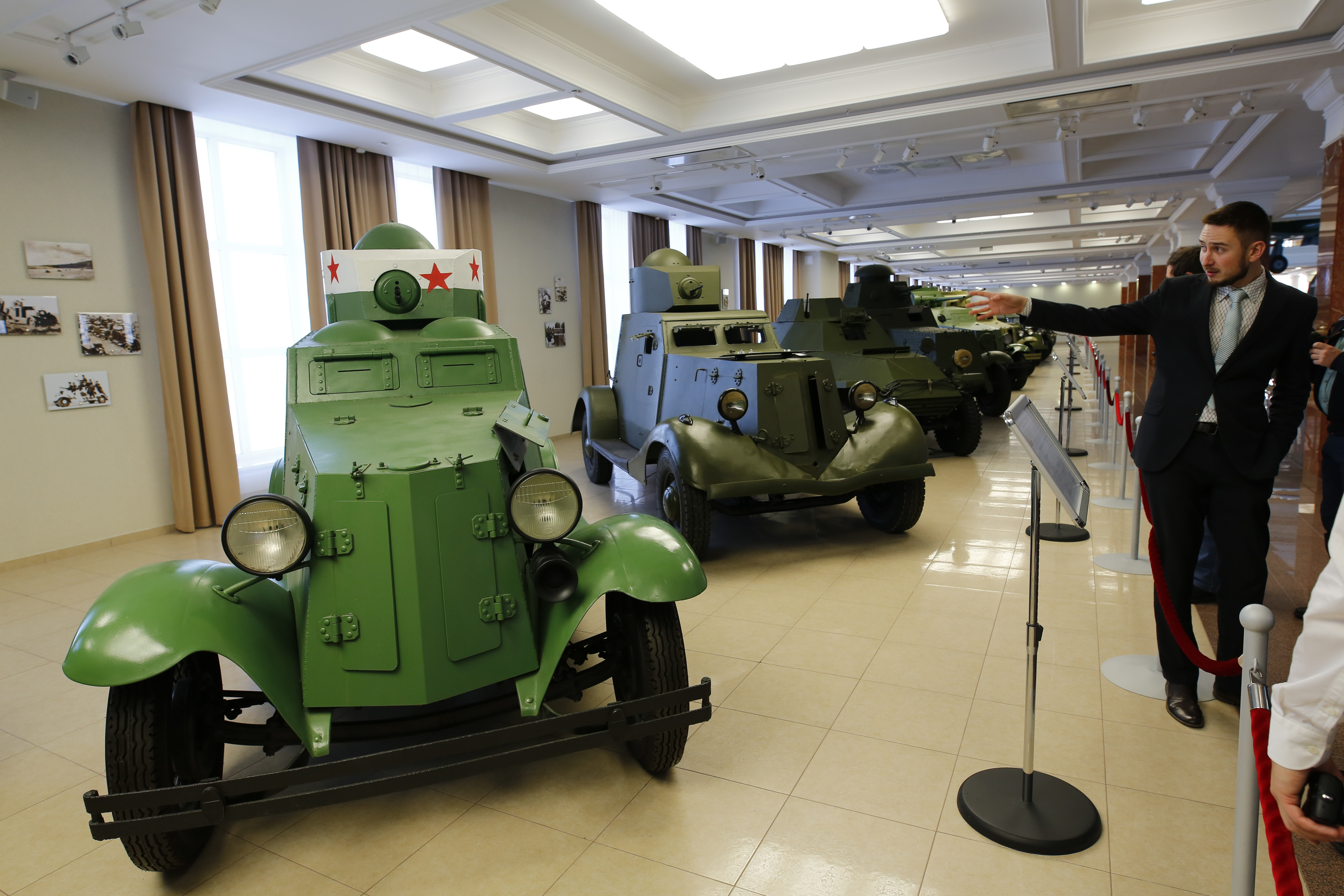
Un BA-20 del Museo de equipamiento militar del UMMC de Verkhnyaya Pyshma